# Бутаковы
Бутаковы — два древних русских дворянских рода.
Первый из дворянских родов этой фамилии ведёт своё начало от Михаила Фёдоровича Бутакова, вёрстанного поместным и денежным окладом в 1649 году, и был записан в VI часть дворянской родословной книги Новгородской губернии России.
Родоначальником второго стал Пётр Бутаков, имевший двух сыновей — Казарина и Ивана, живших во второй половине XVII века. Этот род Бутаковых был записан Губернским дворянским депутатским собранием в VI часть родословной книги Костромской губернии Российской империи.

## Описание герба
В лазоревом щите выходящая с правого бока из серебряных облаков рука в стальных латах, держащая серебряный меч с золотой рукояткой. Под ней на зелёной траве серебряное здание казармы.
Щит увенчан дворянским коронованным шлемом. Нашлемник: три страусовых пера: среднее — серебряное, крайние — лазоревые. Намёт: лазоревый, подложен серебром. Щитодержатели: два золотых льва с червлёными глазами и языками.
Гербы этих дворянских родов были записаны в Части XVI Общего гербовника дворянских родов Всероссийской империи, страница 24.

## Известные представители
- Бутаков, Александр Григорьевич (1861—1917) — русский контр-адмирал, сын адмирала Г. И. Бутакова.
- Бутаков, Александр Николаевич (1779—1845) — генерал-майор по адмиралтейству, директор департамента корабельных лесов, писатель и переводчик.
- Бутаков, Александр Михайлович (1851—1936) — русский генерал, военный писатель
- Бутаков, Алексей Иванович (1816—1869) — российский контр-адмирал, один из первых исследователей Аральского моря.
- Бутаков, Владимир Иванович (1830—1894) — морской офицер, в гарнизоне Севастополя состоял с 13 сентября 1853 по 1 июля 1855, сражаясь на 4 и 5 бастионах, был ранен и контужен. В 1878 произведён в капитаны 1 ранга, в 1885 произведён в контр-адмиралы с увольнением от службы.
- Бутаков, Григорий Александрович (1897—1978) — советский морской офицер, капитан 1 ранга.
- Бутаков, Григорий Иванович (1820—1882) — российский военно-морской деятель, флотоводец, адмирал, основоположник тактики парового броненосного флота, исследователь Чёрного моря.
- Бутаков, Григорий Иванович (1873—1960) — офицер российского флота, командир крейсера «Аврора»
- Бутаков, Иван Иванович (1822—1882) — российский контр-адмирал
- Бутаков, Иван Николаевич (1776—1865) — российский контр-адмирал, отец пятерых братьев — военных моряков России.

## Генеалогическое древо морской династии
|                              |                              |                              |                              |                              |                              |                                 |                                 |                                   |                                   |                                   |                                   |                                   |                                   |  |  |                               |                               |                               |                               | Фёдор Андреевич Бутаков (ум. 1728)     |                               |                             |                             |                               |                               |                               |                               |                               |                               |  |  |  |  |                      |                      |                                  |                                  |                                  |                                  |                                  |                                  |                                  |                                  |                                  |                                  |                                  |                                  |  |  |  |  |  |  |  |  |  |  |  |  |  |  |  |  |  |  |  |  |  |  |  |  |  |  |  |  |  |  |  |  |
|                              |                              |                              |                              |                              |                              |                                 |                                 |                                   |                                   |                                   |                                   |                                   |                                   |  |  |                               |                               |                               |                               |                                        |                               |                             |                             |                               |                               |                               |                               |                               |                               |  |  |  |  |                      |                      |                                  |                                  |                                  |                                  |                                  |                                  |                                  |                                  |                                  |                                  |                                  |                                  |  |  |  |  |  |  |  |  |  |  |  |  |  |  |  |  |  |  |  |  |  |  |  |  |  |  |  |  |  |  |  |  |
|                              |                              |                              |                              |                              |                              |                                 |                                 |                                   |                                   |                                   |                                   |                                   |                                   |  |  |                               |                               |                               |                               | Иван Фёдорович                         |                               |                             |                             |                               |                               |                               |                               |                               |                               |  |  |  |  |                      |                      |                                  |                                  |                                  |                                  |                                  |                                  |                                  |                                  |                                  |                                  |                                  |                                  |  |  |  |  |  |  |  |  |  |  |  |  |  |  |  |  |  |  |  |  |  |  |  |  |  |  |  |  |  |  |  |  |
|                              |                              |                              |                              |                              |                              |                                 |                                 |                                   |                                   |                                   |                                   |                                   |                                   |  |  |                               |                               |                               |                               |                                        |                               |                             |                             |                               |                               |                               |                               |                               |                               |  |  |  |  |                      |                      |                                  |                                  |                                  |                                  |                                  |                                  |                                  |                                  |                                  |                                  |                                  |                                  |  |  |  |  |  |  |  |  |  |  |  |  |  |  |  |  |  |  |  |  |  |  |  |  |  |  |  |  |  |  |  |  |
|                              |                              |                              |                              |                              |                              |                                 |                                 |                                   |                                   |                                   |                                   |                                   |                                   |  |  |                               |                               |                               |                               | Дмитрий Иванович (придворный стряпчий) |                               |                             |                             |                               |                               |                               |                               |                               |                               |  |  |  |  |                      |                      |                                  |                                  |                                  |                                  |                                  |                                  |                                  |                                  |                                  |                                  |                                  |                                  |  |  |  |  |  |  |  |  |  |  |  |  |  |  |  |  |  |  |  |  |  |  |  |  |  |  |  |  |  |  |  |  |
|                              |                              |                              |                              |                              |                              |                                 |                                 |                                   |                                   |                                   |                                   |                                   |                                   |  |  |                               |                               |                               |                               |                                        |                               |                             |                             |                               |                               |                               |                               |                               |                               |  |  |  |  |                      |                      |                                  |                                  |                                  |                                  |                                  |                                  |                                  |                                  |                                  |                                  |                                  |                                  |  |  |  |  |  |  |  |  |  |  |  |  |  |  |  |  |  |  |  |  |  |  |  |  |  |  |  |  |  |  |  |  |
|                              |                              |                              |                              |                              |                              |                                 |                                 |                                   |                                   |                                   |                                   |                                   |                                   |  |  |                               |                               |                               |                               | Николай Дмитриевич (1736—?)            |                               |                             |                             |                               |                               |                               |                               |                               |                               |  |  |  |  |                      |                      |                                  |                                  |                                  |                                  |                                  |                                  |                                  |                                  |                                  |                                  |                                  |                                  |  |  |  |  |  |  |  |  |  |  |  |  |  |  |  |  |  |  |  |  |  |  |  |  |  |  |  |  |  |  |  |  |
|                              |                              |                              |                              |                              |                              |                                 |                                 |                                   |                                   |                                   |                                   |                                   |                                   |  |  |                               |                               |                               |                               |                                        |                               |                             |                             |                               |                               |                               |                               |                               |                               |  |  |  |  |                      |                      |                                  |                                  |                                  |                                  |                                  |                                  |                                  |                                  |                                  |                                  |                                  |                                  |  |  |  |  |  |  |  |  |  |  |  |  |  |  |  |  |  |  |  |  |  |  |  |  |  |  |  |  |  |  |  |  |
|                              |                              |                              |                              |                              |                              |                                 |                                 |                                   |                                   |                                   |                                   |                                   |                                   |  |  |                               |                               |                               |                               |                                        |                               |                             |                             |                               |                               |                               |                               |                               |                               |  |  |  |  |                      |                      |                                  |                                  |                                  |                                  |                                  |                                  |                                  |                                  |                                  |                                  |                                  |                                  |  |  |  |  |  |  |  |  |  |  |  |  |  |  |  |  |  |  |  |  |  |  |  |  |  |  |  |  |  |  |  |  |
|                              |                              |                              |                              |                              |                              | Григорий Николаевич (1775—1840) | Григорий Николаевич (1775—1840) | Григорий Николаевич (1775—1840)   | Григорий Николаевич (1775—1840)   | Григорий Николаевич (1775—1840)   | Григорий Николаевич (1775—1840)   |                                   |                                   |  |  |                               |                               |                               |                               | Иван Николаевич (1776—1865)            | Иван Николаевич (1776—1865)   | Иван Николаевич (1776—1865) | Иван Николаевич (1776—1865) | Иван Николаевич (1776—1865)   | Иван Николаевич (1776—1865)   |                               |                               |                               |                               |  |  |  |  |                      |                      | Александр Николаевич (1779—1845) | Александр Николаевич (1779—1845) | Александр Николаевич (1779—1845) | Александр Николаевич (1779—1845) | Александр Николаевич (1779—1845) | Александр Николаевич (1779—1845) |                                  |                                  |                                  |                                  |                                  |                                  |  |  |  |  |  |  |  |  |  |  |  |  |  |  |  |  |  |  |  |  |  |  |  |  |  |  |  |  |  |  |  |  |
|                              |                              |                              |                              |                              |                              | Григорий Николаевич (1775—1840) | Григорий Николаевич (1775—1840) | Григорий Николаевич (1775—1840)   | Григорий Николаевич (1775—1840)   | Григорий Николаевич (1775—1840)   | Григорий Николаевич (1775—1840)   |                                   |                                   |  |  |                               |                               |                               |                               | Иван Николаевич (1776—1865)            | Иван Николаевич (1776—1865)   | Иван Николаевич (1776—1865) | Иван Николаевич (1776—1865) | Иван Николаевич (1776—1865)   | Иван Николаевич (1776—1865)   |                               |                               |                               |                               |  |  |  |  |                      |                      | Александр Николаевич (1779—1845) | Александр Николаевич (1779—1845) | Александр Николаевич (1779—1845) | Александр Николаевич (1779—1845) | Александр Николаевич (1779—1845) | Александр Николаевич (1779—1845) |                                  |                                  |                                  |                                  |                                  |                                  |  |  |  |  |  |  |  |  |  |  |  |  |  |  |  |  |  |  |  |  |  |  |  |  |  |  |  |  |  |  |  |  |
|                              |                              |                              |                              |                              |                              |                                 |                                 |                                   |                                   |                                   |                                   |                                   |                                   |  |  |                               |                               |                               |                               |                                        |                               |                             |                             |                               |                               |                               |                               |                               |                               |  |  |  |  |                      |                      |                                  |                                  |                                  |                                  |                                  |                                  |                                  |                                  |                                  |                                  |                                  |                                  |  |  |  |  |  |  |  |  |  |  |  |  |  |  |  |  |  |  |  |  |  |  |  |  |  |  |  |  |  |  |  |  |
| Алексей Иванович (1816—1869) | Алексей Иванович (1816—1869) | Алексей Иванович (1816—1869) | Алексей Иванович (1816—1869) | Алексей Иванович (1816—1869) | Алексей Иванович (1816—1869) |                                 |                                 | Григорий Иванович (1820—1882)     | Григорий Иванович (1820—1882)     | Григорий Иванович (1820—1882)     | Григорий Иванович (1820—1882)     | Григорий Иванович (1820—1882)     | Григорий Иванович (1820—1882)     |  |  | Иван Иванович (1822—1882)     | Иван Иванович (1822—1882)     | Иван Иванович (1822—1882)     | Иван Иванович (1822—1882)     | Иван Иванович (1822—1882)              | Иван Иванович (1822—1882)     |                             |                             | Владимир Иванович (1830—1894) | Владимир Иванович (1830—1894) | Владимир Иванович (1830—1894) | Владимир Иванович (1830—1894) | Владимир Иванович (1830—1894) | Владимир Иванович (1830—1894) |  |  |  |  | Степан Александрович | Степан Александрович | Степан Александрович             | Степан Александрович             | Степан Александрович             | Степан Александрович             |                                  |                                  | Михаил Александрович             | Михаил Александрович             | Михаил Александрович             | Михаил Александрович             | Михаил Александрович             | Михаил Александрович             |  |  |  |  |  |  |  |  |  |  |  |  |  |  |  |  |  |  |  |  |  |  |  |  |  |  |  |  |  |  |  |  |
| Алексей Иванович (1816—1869) | Алексей Иванович (1816—1869) | Алексей Иванович (1816—1869) | Алексей Иванович (1816—1869) | Алексей Иванович (1816—1869) | Алексей Иванович (1816—1869) |                                 |                                 | Григорий Иванович (1820—1882)     | Григорий Иванович (1820—1882)     | Григорий Иванович (1820—1882)     | Григорий Иванович (1820—1882)     | Григорий Иванович (1820—1882)     | Григорий Иванович (1820—1882)     |  |  | Иван Иванович (1822—1882)     | Иван Иванович (1822—1882)     | Иван Иванович (1822—1882)     | Иван Иванович (1822—1882)     | Иван Иванович (1822—1882)              | Иван Иванович (1822—1882)     |                             |                             | Владимир Иванович (1830—1894) | Владимир Иванович (1830—1894) | Владимир Иванович (1830—1894) | Владимир Иванович (1830—1894) | Владимир Иванович (1830—1894) | Владимир Иванович (1830—1894) |  |  |  |  | Степан Александрович | Степан Александрович | Степан Александрович             | Степан Александрович             | Степан Александрович             | Степан Александрович             |                                  |                                  | Михаил Александрович             | Михаил Александрович             | Михаил Александрович             | Михаил Александрович             | Михаил Александрович             | Михаил Александрович             |  |  |  |  |  |  |  |  |  |  |  |  |  |  |  |  |  |  |  |  |  |  |  |  |  |  |  |  |  |  |  |  |
|                              |                              |                              |                              |                              |                              |                                 |                                 | Александр Григорьевич (1861—1917) | Александр Григорьевич (1861—1917) | Александр Григорьевич (1861—1917) | Александр Григорьевич (1861—1917) | Александр Григорьевич (1861—1917) | Александр Григорьевич (1861—1917) |  |  | Григорий Иванович (1873—1960) | Григорий Иванович (1873—1960) | Григорий Иванович (1873—1960) | Григорий Иванович (1873—1960) | Григорий Иванович (1873—1960)          | Григорий Иванович (1873—1960) |                             |                             |                               |                               |                               |                               |                               |                               |  |  |  |  |                      |                      |                                  |                                  |                                  |                                  |                                  |                                  | Александр Михайлович (1851—1936) | Александр Михайлович (1851—1936) | Александр Михайлович (1851—1936) | Александр Михайлович (1851—1936) | Александр Михайлович (1851—1936) | Александр Михайлович (1851—1936) |  |  |  |  |  |  |  |  |  |  |  |  |  |  |  |  |  |  |  |  |  |  |  |  |  |  |  |  |  |  |  |  |